# Eric al XIV-lea al Suediei
Eric al XIV-lea, suedeză Erik XIV (n. 13 decembrie 1533, Tre Kronor Castle⁠(d), Comitatul Stockholm, Suedia – d. 26 februarie 1577, Örbyhus⁠(d), Uppsala län, Suedia) a fost rege al Suediei din 1560 până la detronarea sa din 1568. A fost fiul cel mare al regelui Gustav I al Suediei (1496–1560) și al primei soții a acestuia, Caterina de Saxa-Lauenburg (1513–35). De asemenea, a fost conducător al Estoniei după ce aceasta a fost cucerită de Suedia în 1561.

## Primii ani

Eric al XIV-lea

Eric al XIV-lea s-a născut la castelul Tre Kronor în dimineața zilei de 13 decembrie 1533. Înainte de a împlini vârsta de doi ani și-a pierdut mama. În 1536, tatăl său, Gustav Vasa, s-a recăsătorit cu Margaret Leijonhufvud (1516–55), o nobilă suedeză.
Primul profesor al lui Eric a fost învățatul german Georg Norman urmat de calvinistul francez Dionysius Beurreus (1500–67). Dionysius a fost atât profesorul lui Eric cât și a fratelui vitreg al acestuia, Ioan, și se pare că a fost apreciat de ambii. Eric avea înclinații către limbile străine și matematică; avea cunoștințe temeinice de istorie și era familiarizat cu astrologia.
Când Eric și-a început aparițiile publice, a început să fie numit "regele ales"  (suedeză utvald konung) și după întâlnirea cu parlamentul din Stockholm  din 1560, el a primit titlul de "regele ereditar" (suedeză arvkonung).
Împotriva voinței tatălui său, Eric a intrat în negocieri de căsătorie cu Prințesa Elisabeta Tudor (mai târziu regina Elisabeta I a Angliei 1533-1603). Tensiunile dintre Eric și tatăl său au crescut. Eric a abandonat planurile de căsătorie cu Elisabeta după ce călătoria sa în Anglia a fost întreruptă de moartea tatălui său în 1560. Eric a mai avut planuri eșuate de căsătorie cu Maria, regină a Scoției (1542–87), Renata de Lorena (1544–1602), Ana a Saxoniei (1544–77) și Cristina de Hesse (1543–1604).

## Domnie
A fost încoronat sub numele de Eric al XIV-lea însă nu a fost neapărat al 14-lea rege al Suediei numit Eric. 
În politica internă, ambițiile lui Eric s-au opus cu tărie de nobilimea suedeză, inclusiv de fratele său vitreg, care mai târziu va deveni regele Ioan al III-lea al Suediei (1537-1592). 

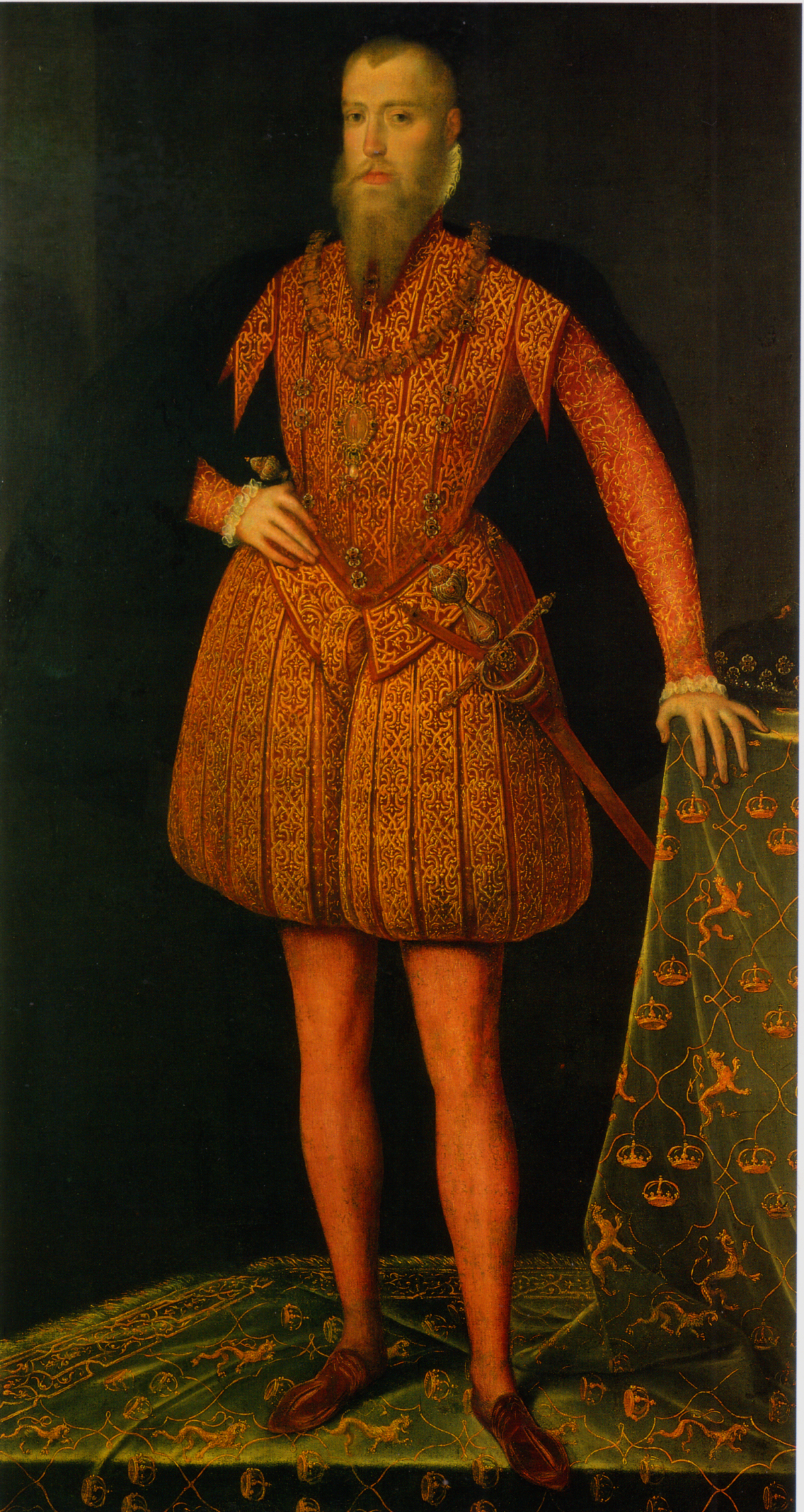
Portret al regelui Eric al XIV-lea, 1561

Ioan a fost Ducele de Finlanda și era căsătorit cu o prințesă poloneză. Ioan a urmărit o politică expansionistă în Livonia (acum Estonia, Letonia și Lituania), care a dus la divergențe între frați. În 1563, Ioan a fost prins și judecat pentru înaltă trădare, din ordinul lui Eric.
Spre deosebire de tatăl său, care a fost mulțumit să domnească asupra unui stat independent independent, Eric a încercat să-și extindă influența în regiunea Baltică și Estonia, făcând din Suedia o mare putere. Acest expansionism a dus la un conflict cu vărul său, Frederic al II-lea al Danemarcei (1534-1588). Cea mai mare parte a domniei lui Eric al XIV-lea a fost apoi dominată de războiul livonian și războiul scandinav de șapte ani împotriva Danemarcei (1563-1570), în timpul căruia el a respins cu succes încercările daneze de cucerire însă nu a putut păstra noile cuceriri.
Începând cu anul 1563 nebunia lui a devenit pronunțată; domnia sa a devenit arbitrară și marcată de violență. În 1567, suspectându-i de înaltă trădare, el a ucis mai mulți membri ai familiei Sture, Eric însuși înjunghiind-l pe Nils Sture.
După uciderea familiei Sture, Ioan a fost întemnițat iar conflictul lui Eric cu nobilimea a atins punctul culminant. În toamna anului 1568, ducii și nobilii s-au răzvrătit și Eric a fost detronat. El a fost întemnițat de ducele Ioan, care a preluat puterea. Consilierul de încredere a lui Eric, Jöran Persson (1530-1568), a luat o mare parte din vina pentru acțiunile îndreptate împotriva nobilimii în timpul domniei lui Eric al XIV-lea și a fost executat la scurt timp după ce Ioan al III-lea, a urcat pe tron.
Eric a fost ținut prizonier în mai multe castele atât în Suedia cât și în Finlanda. A murit în închisoare la castelul Örbyhus; potrivit folclorului, ultima sa masă a fost un bol de mazăre otrăvită. Un document semnat de fratele său Ioan al III-lea al Suediei și de un nobil, Bengt Bengtsson Gylta (1514–74), acorda autoritatea gărzilor lui Eric să-l otrăvească dacă cineva încerca să-l elibereze. Corpul său a fost mai târziu exhumat și analize medico-legale moderne au arătat o otrăvire letală cu arsenic.

## Familie și descendenți
Eric al XIV-lea a avut câteva relații înainte de căsătorie. Cu Agda Persdotter a avut patru fiice:
1. Margareta Eriksdotter (1558–1618), căsătorită în 1592 cu Olov Simonsson, vicar de Horn.
2. Virginia Eriksdotter (1559–1633)
3. Constantia Eriksdotter (1560–1649)
4. Lucretia Eriksdotter (1564–după 1574) a murit tânără.

Cu Karin Jacobsdotter:
1. un copil nebotezat, a murit în aprilie 1565.

Eric al XIV-lea s-a căsătorit cu Karin Månsdotter (1550–1612) la 4 iulie 1568; au avut patru copii:
1. Sigrid (1566–1633; născută înainte de căsătorie), doamnă de onoare, soție a doi nobili.
2. Gustaf (1568–1607; născut înainte de căsătorie).
3. Henrik (1570–74)
4. Arnold (1572–73)